# 陈艺文
陈艺文（1999年6月15日—），海南海口人，中国女子跳水运动员。她曾获得2018年亚洲运动会跳水女子1米跳板银牌，2019年世界游泳锦标赛女子1米跳板金牌。
陈艺文成为继陈艾森、谢思埸、全红婵之后，广东队跳水第4位单届奥运会赢得双金的运动员。